# Stazione di Rovello Porro
La stazione di Rovello Porro è una fermata ferroviaria della linea Saronno-Como ubicato nell'omonimo comune, classificata come secondaria dal gestore Ferrovienord.

## Storia
L'impianto nacque dalla trasformazione in ferrovia, formalmente attivata nel 1898, della preesistente tranvia Como-Fino-Saronno.

## Strutture e impianti
L'impianto è dotato di due banchine laterali coperte da tettoie metalliche.

## Movimento
La fermata è servita da treni regionali svolti da Trenord nell'ambito del contratto di servizio stipulato con la Regione Lombardia.

## Servizi
- Biglietteria automatica